# 1751 en science
| Années de la science : 1748 - 1749 - 1750 - 1751 - 1752 - 1753 - 1754    |
| Décennies de la science : 1720 - 1730 - 1740 - 1750 - 1760 - 1770 - 1780 |

Cet article présente les faits marquants de l'année 1751 en science.

## Évènements

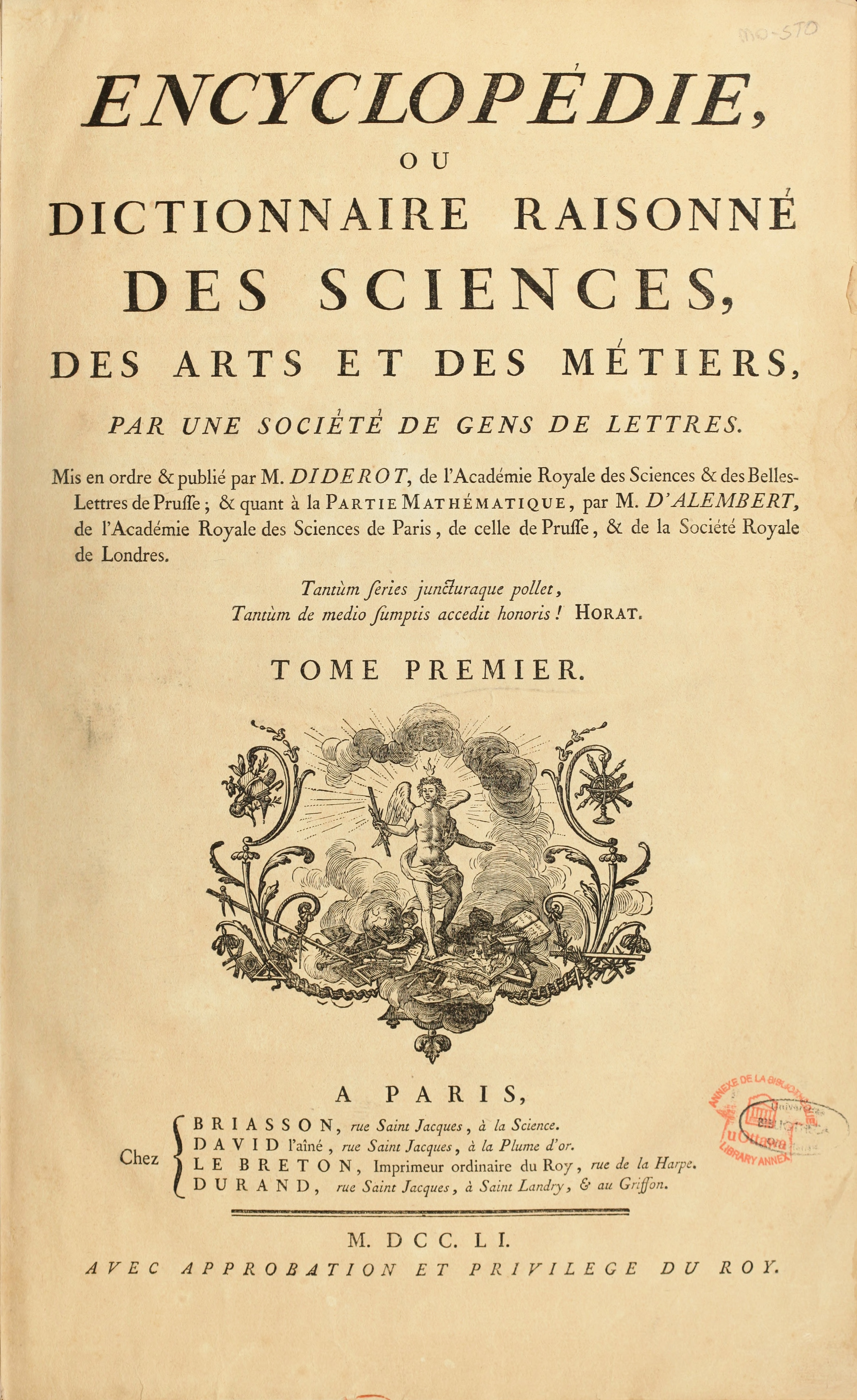
: L'Encyclopédie

- 17 janvier : John Canton lit devant la Société royale de Londres une communication décrivant une méthode pour créer des aimants artificiels[1].

- 1er juillet : Diderot et d'Alembert publient le premier volume de l'Encyclopédie ou Dictionnaire raisonné des sciences, des arts et des métiers accompagné du Discours préliminaire de d'Alembert[2].
- Août : le mécanicien liégeois Jean Wasseige obtient un contrat pour construire la première machine à vapeur de type Newcomen en Allemagne dans une mine de plomb près de Düsseldorf[3].

- 14 septembre : Nicolas Louis de Lacaille découvre l'amas globulaire 47 Tucanae[4], visible à l'œil nu dans l'hémisphère sud. Il est distant de 16 000 années-lumière, a une masse de près d'un million de fois celle du Soleil et s'étend sur 120 années-lumière.

- Le nickel est isolé par Axel Frederik Cronstedt à Stockholm[5].
- Début des fouilles de la villa des Papyrus à Herculanum dirigées par Karl Weber[6].

## Publications
- Denis Diderot et Jean le Rond D'Alembert (dir) : Encyclopédie ou Dictionnaire raisonné des sciences, des arts et des métiers, volume 1. Dix-sept volumes de texte et six volumes de planches sont édités de 1751 à 1765[2].
- Benjamin Franklin : Experiments and Observations on Electricity (en), première édition (traduction en français l'année suivante).
- Carl von Linné : Philosophia botanica, premier manuel de taxonomie botanique systématique descriptive et la première apparition de sa nomenclature binomiale[7].
- Robert Whytt : Essai sur les mouvements vitaux et involontaires de l'animal. Il analyse précisément le réflexe pupillaire d'accommodation à la lumière[8].

## Prix
- Médailles de la Royal Society
  - Médaille Copley : John Canton

## Naissances

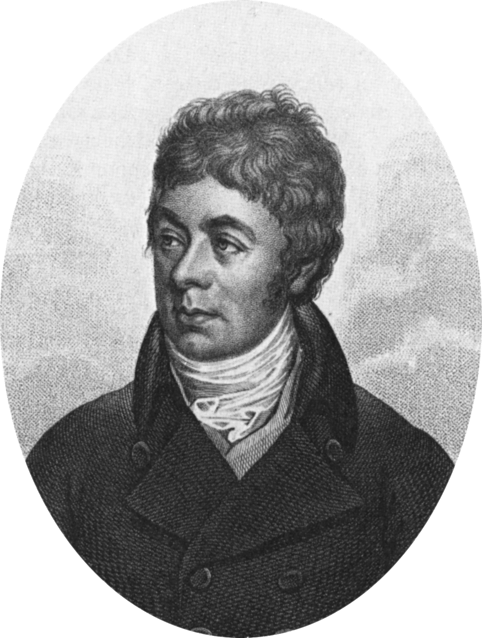
George Kearsley Shaw

- 29 janvier (bapt) : John Bonnycastle (mort en 1821), mathématicien et écrivain britannique.
- 1er février : Charles-Nicolas-Sigisbert Sonnini de Manoncourt (mort en 1812), naturaliste français.
- 3 mars : Pierre Prévost (mort en 1839), philosophe et physicien suisse.
- 7 mars : Louis Lefèvre-Gineau (mort en 1829), chimiste et scientifique français.
- 17 mars : Anders Dahl (mort en 1789), botaniste suédois.
- 5 avril :  Maria Lullin (morte en 1822), entomologiste suisse.
- 11 juin : François-Antoine-Henri Descroizilles (mort en 1825), chimiste français.
- 1er juillet : Antide Janvier (mort en 1835), horloger français de précision.
- 30 juillet : François Doublet (mort en 1795), médecin français.
- 8 juillet : Jean-Louis Giraud-Soulavie (mort en 1813), géographe, géologue, volcanologue, diplomate et historien français.
- 23 août : George Shuckburgh-Evelyn (mort en 1804), homme politique, mathématicien et astronome tchèque.
- 22 septembre : Jérôme Tonnelier, minéralogiste français.
- 22 octobre : Nathanael Gottfried Leske (mort en 1786), naturaliste et géologue allemand.
- 1er novembre : Ennius Quirinus Visconti (né Ennio Quirino Visconti) (mort en 1818), archéologue d'origine italienne.
- 11 novembre : Jean-François Clouet (mort en 1801), chimiste français.
- 25 novembre : 
  - Joseph Lepaute Dagelet (mort en 1788), astronome, horloger et scientifique français.
  - Jean-Pierre Bergeret (mort en 1813), médecin et botaniste français[9].
- 10 décembre : George Kearsley Shaw (mort en 1813), botaniste et zoologiste britannique.

## Décès

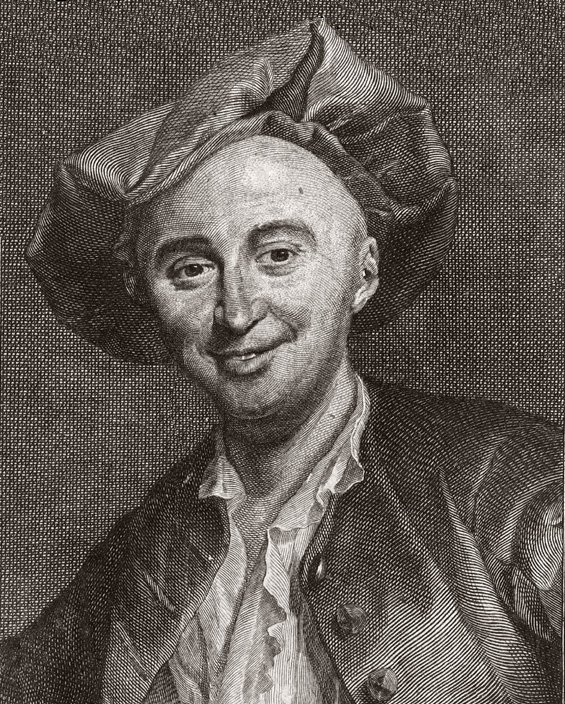
Julien Offray de La Mettrie

- 9 juin : John Machin (né en 1680), mathématicien anglais.
- 29 juillet : Benjamin Robins (né en 1707), mathématicien et ingénieur britannique.
- 30 août : Christopher Polhem (né en 1661), scientifique et inventeur suédois.

- 11 novembre : Julien Offray de La Mettrie (né en 1709), médecin et philosophe matérialiste français.
- 30 novembre : Jean Philippe de Chéseaux (né en 1718), astronome suisse.